# Ренесансна лютня

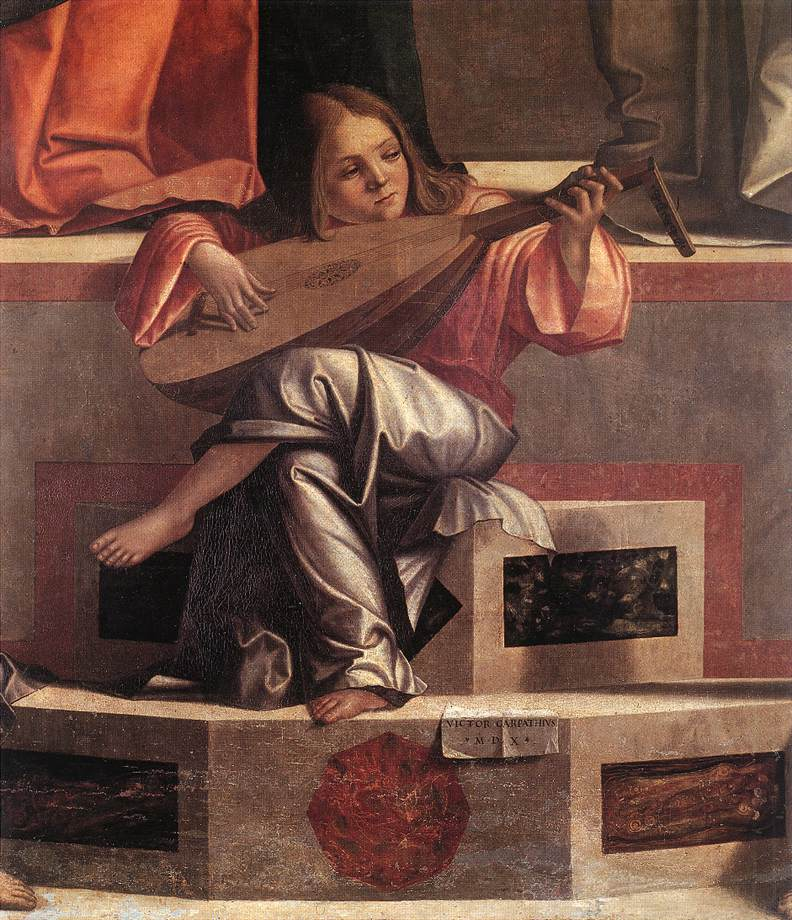
Вітторе Карпаччо: Музичний ангел із лютнею з вигнутою шиєю

Ренесансна лютня відноситься до лютні з вигнутою шиєю в четвертій/терційній настройці, яка вперше була використана в Європі приблизно з 1500 до 1620 років (тобто в епоху Відродження).

## Історія
До Європи попередні форми європейської лютні, ймовірно, потрапили через хрестоносців. Можливо, вона потрапила в Центральну Європу ще раніше через мавританську Іспанію або шляхом через Візантійську імперію, що межувала з Персією. В Європі лютня отримала лади з кишкових струн. Важливим моментом став перехід від гри за допомогою плектра до гри пальцями (Арнольт Шлік і Ганс Юденкьоніг) на початку 16 століття. Це ознаменувало початок типового для Відродження поліфонічного сольного виконання. Для лютні також були розроблені власні нотні системи (табулатури, лютневі табулатури).

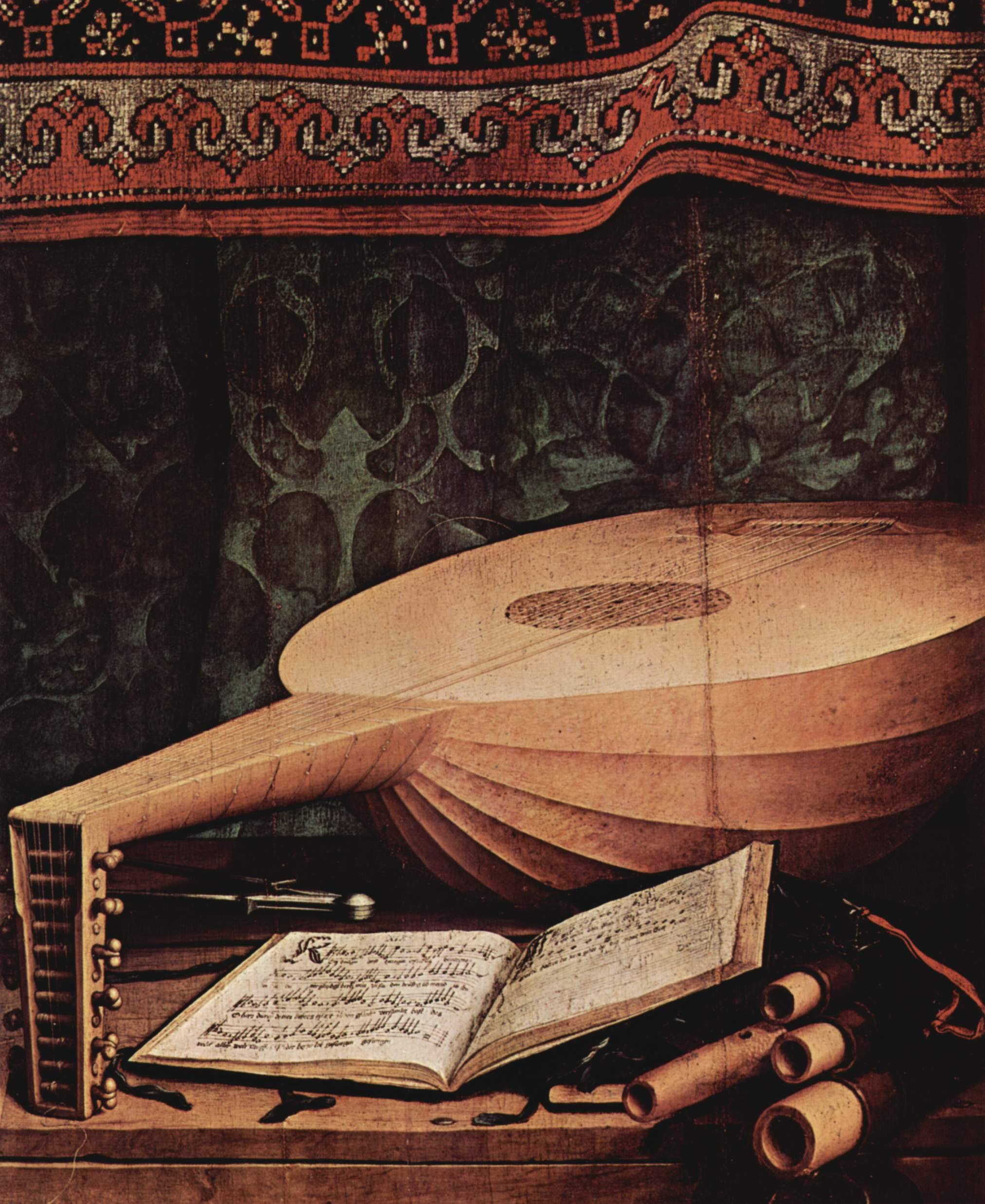
Ренесансна лютня. Фрагмент твору Ганса Гольбейна, 1533 рік

Перше письмове зафіксування музики з'являється незабаром після 1500 року у італійського лютніста Франческо Спіначіно. Окрім табулатур для вокальної музики та інструментальних танців, вже з'являються самостійні інструментальні сольні композиції (Ричеркар). Емансипація інструментальної музики призводить до створення вільних форм, таких як токата, фантазія та прелюдія. Джуліо Чезаре Барбетта (1540–1603) вважається першим композитором, який написав і опублікував ноти для семихорової лютні. Центри лютневого виконання в цей час — Венеція, Рим, Франція та Південна Німеччина. Варто згадати також придворну капелу курфюрста Максиміліана I в Мюнхені з лютністом Мікеланджело Галілеєм, а також французький королівський двір.
Близько 1600 року єлизаветинська лютнева пісня досягає свого розквіту в Англії. Джон Джонсон (1540–1594), Ентоні Голборн (1545–1602) і Даніель Бачелер (1572–1619), а також Джон Дауленд (1563–1626) і його син Роберт (1591–1641) належать до найвидатніших лютністів свого часу. Від одного лише Джона Дауленда збереглося близько 100 сольних композицій для 6-9-хорової лютні. Вони вважаються одними з найскладніших і найдосконаліших творів для цього інструмента й сьогодні входять до основного репертуару майже всіх лютністів і класичних гітаристів.
Розквіт французького Air de cour, у якому лютня спочатку виконує самостійну інструментальну партію супроводу співу (Габріель Батай, Ніколас Ланьє), знаменує перехід до барокової лютні та інших лютневих інструментів, таких як мандора, теорба, хітарроне та ангеліка. Згодом лютня поступово витісняється іншими струнними та клавішними інструментами.
Лише з повторним відкриттям старовинної музики у XX столітті лютня у своїх різних формах пережила відродження.

## Техніка гри

### Стрій
Ренесансна лютня зазвичай налаштовується у терц-квартовій системі, подібно до гітари, але з інтервалом терції між третім і четвертим хором (струнною парою). Абсолютна висота звуку спочатку не була строго визначена. У сучасних навчальних посібниках часто рекомендується налаштовувати найвищий хор настільки високо, наскільки це можливо. При мензурі близько 59 см для альтової лютні з типовими жильними струнами використовувалися такі строї:
- Шестихоровий стрій: Gg cc' ff' aa d'd' g' (у німецькомовних країнах також Aa dd' gg hh e'e' a')
- Семихоровий стрій: Ff Gg Cc ff aa d'd' g'
- Восьмихоровий стрій: Dd Ff Gg Cc ff aa d'd' g'

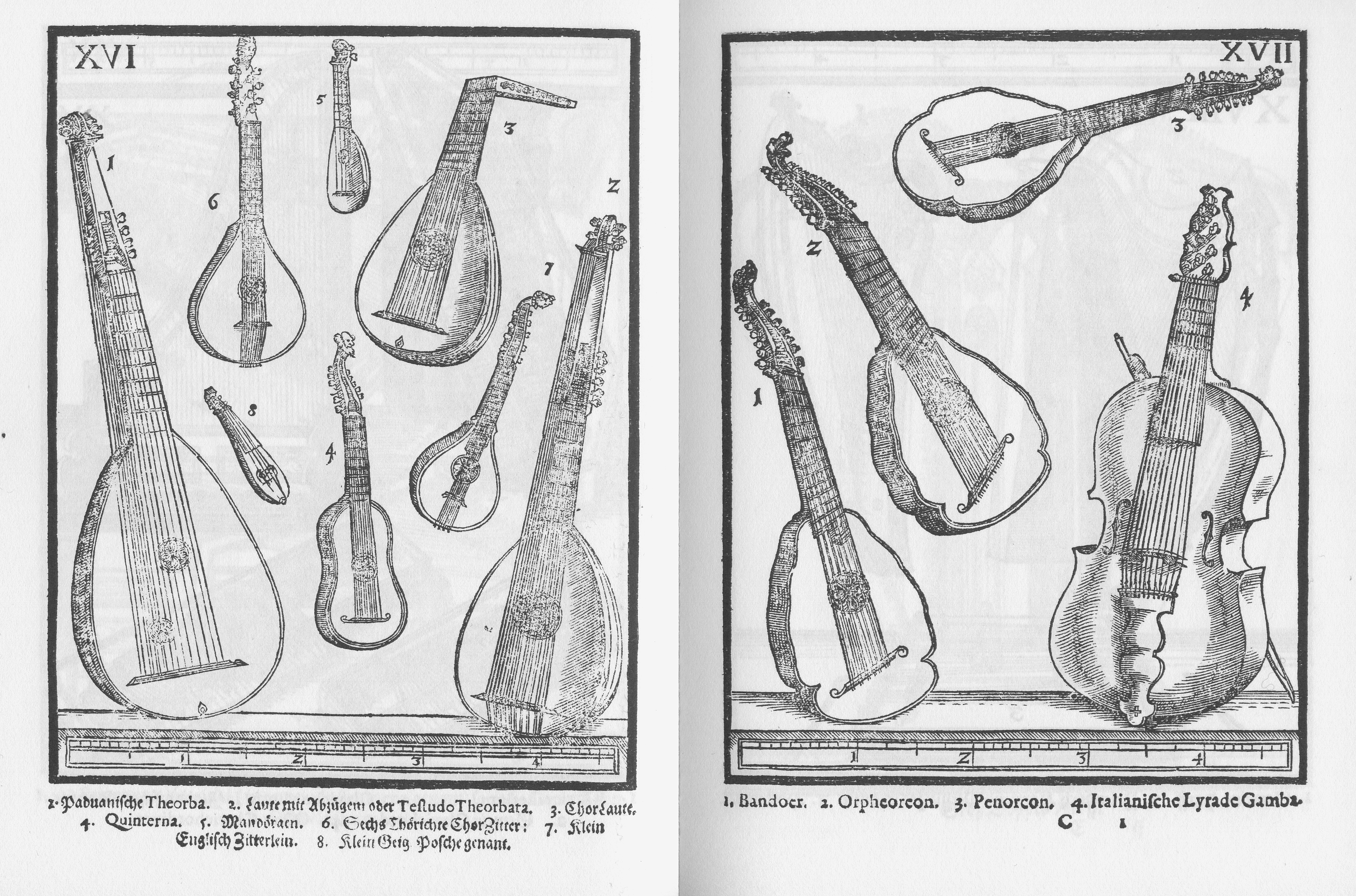
Syntagma musicum Міхаеля Преторіуса. Посилання, аркуш XVI, особливо № 3 (хорова лютня)

Окрім альтової лютні, яку Міхаель Преторіус у Syntagma musicum називав хоровою лютнею, у 1618 році він описав кілька інших різновидів цього інструмента. Серед них були мала октавна лютня, мала дискантова лютня, дискантова лютня, тенорова лютня, басова лютня і велика октавно-басова лютня. Висота налаштування найвищої струни цих інструментів варіювалася від g до d’’. 

### Будова

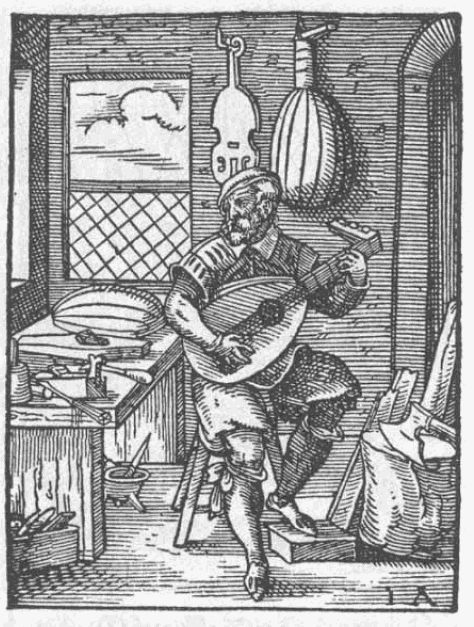
Лютняр близько 1568 року

Ренесансна лютня має корпус у формі сльози, складений із багатьох дерев'яних пластин («мушля»). Часто використовувалося тисове дерево. Дека зазвичай виготовлялася з ялини й була всередині розділена кількома пружинами. Гриф склеєний із корпусом і дерев'яним блоком під декою так, що накладка грифа та дека знаходяться в одній площині. У деку вирізане розеткове звукове отвір. Між розеткою та нижнім краєм деки приклеєний струнотримач («поріжок», «ригель»). На верхньому кінці грифа знаходиться кілковий механізм, який вигнутий назад. Спочатку ренесансна лютня зазвичай мала 6, а з кінця XVI століття — 7 хорів. Незабаром з’явилися інструменти з 8 і більше хорами. При тому, що хори зазвичай подвійні, найвища струна часто є одинарною.